# Joe Ragland
Joe Alexander Ragland, (West Springfield, Massachusetts; 11 de noviembre de 1989) es un jugador de baloncesto estadounidense que pertenece a la plantilla del Hapoel Tel Aviv BC de la Ligat ha'Al de Israel. Con 1.82 de estatura, su puesto natural en la cancha es el de base.

## Trayectoria
El jugador americano que ocupa plaza de Cotonú se formó en la Universidad de Wichita State (NCAA), es un jugador de 1,82 que se caracteriza por su velocidad y su tiro de larga distancia.
En 2011, Ragland fue un hombre muy importante en la Universidad de Wichita State, ya que consiguió sumar una media de 13,4 puntos por partido, 2,9 rebotes y 3,3 asistencias en los 32 partidos disputados. Entre sus actuaciones destacan especialmente las realizadas ante la Universidad de Drake (25 puntos, 6 asistencias), ante Davidson (30 puntos, 7 rebotes) y contra UNLV (31 puntos, 4 asistencias y 4 rebotes).
En 2012 el base firma por dos temporadas con el CB Murcia, en la que será su primera experiencia como profesional. Al final de la temporada 2012/13 es cedido al Pallacanestro Cantú para jugar los play-offs.
El 22 de julio de 2013 a las 17:02, la cuenta del Twitter del CB Murcia comunicó "Joe Ragland se desvincula del UCAMMurcia después de que Cantú haya ejecutado la totalidad de su cláusula de rescisión." El jugador jugará la temporada 2013-2014 con el Pallacanestro Cantú.
En la siguiente temporada firmaría con el Armani Milán.
En la temporada 2015/16, Ragland tuvo un promedio con el Karsiyaka de 13.8 puntos y 7.0 asistencias en la TBL, y 11.9 puntos y 3.1 asistencias en la Euroliga. En diciembre de 2015, vuelve a Italia y firma con el Air Avellino.
En la temporada 2020-21, juega en las filas del Hapoel Eilat B.C. de la Ligat ha'Al israelí.
El 21 de julio de 2021, firma por el Hapoel Holon de la Ligat ha'Al israelí.
El 23 de junio de 2023 firmó con el club griego Peristeri de la A1 Ethniki.
El 19 de junio de 2024 firmó con el Hapoel Tel Aviv BC de la Ligat ha'Al de Israel.